# الاوجنة (حزم العدين)

تعديل مصدري - تعديل

الاوجنة محلة تابعة لقرية العر، التابعة لعزلة بني الفخر بمديرية حزم العدين إحدى مديريات محافظة إب في الجمهورية اليمنية، بلغ تعداد سكانها 88 حسب تعداد اليمن لعام 2004.